# Xanthocastnia
Genre
Espèce
Xanthocastnia est un genre monotypique de lépidoptères de la famille des Castniidae et de la sous-famille des Castniinae, tribu des Castniini ,ne contenant qu'une seule espèce : Xanthocastnia evalthe.

## Systématique
- Le genre Xanthocastnia a été décrit par l'entomologiste français Constant Vincent Houlbert, en 1918[1].
- L'espèce Xanthocastnia evalthe a été décrite par l'entomologiste danois Johan Christian Fabricius en 1775[2], sous le nom initial de Papilo evalthe.

### Synonymie
Pour le genre
- Euphrosyne Buchecker, [1876][3]

Pour l'espèce
- Papilio evalthe Fabricius, 1775 Protonyme
- Papilio dardanus Cramer, [1775]
- Castnia evaltheformis Houlbert, 1917
- Castnia euphrosyne Perty, [1833]
- Euphrosyne pertyi Buchecker, [1876]
- Castnia euphrosyne anerythra Rothschild, 1919
- Castnia evalthoides Strand, 1913
- Castnia quadrata Rothschild, 1919
- Castnia vicina Houlbert, 1917
- Castnia vicinoides Hopp, 1925
- Castnia viryi Boisduval, [1875]
- Corybanthes wagneri Buchecker, [1880]
- Castnia evalthonida Houlbert, 1917
- Castnia evalthonida var. flexifasciata Houlbert, 1917

### Liste des sous-espèces
- Xanthocastnia evalthe evalthe (Surinam)
- Xanthocastnia evalthe cuyabensis Lathy, 1922 (Brésil)
- Xanthocastnia evalthe euphrosyne (Perty, 1833) (Brésil)
- Xanthocastnia evalthe evalthoides (Strand, 1913) (Bolivie)
- Xanthocastnia evalthe quadrata (Rothschild, 1919) (Pérou)
- Xanthocastnia evalthe vicina (Houlbert, 1917) (Équateur)
- Xanthocastnia evalthe vicinoides (Hopp, 1925) (Colombie)
- Xanthocastnia evalthe viryi (Boisduval, [1875]) (Mexique)
- Xanthocastnia evalthe wagneri (Buchecker, [1880]) (Colombie)
- Xanthocastnia evalthe tica Lamas, 1995 (Costa Rica)